# 범신론
범신론(汎神論, 영어: pantheism)은 현실, 우주, 자연이 신성 또는 최고 존재와 동일하다는 철학적 및 종교적 믿음이다. 세계밖에 별개로 존재하는 인격신이 아닌 우주, 세계, 자연 등 현실의 모든 것을 신과 동일시하는 입장이다. 이는 달리 말하면 조물주(신적 존재)와 피조물(세계나 자연) 간에 단절을 두지 않는 관점으로, "일즉일체", "범아일여"(梵我一如), "신즉자연", 만유신교, 만유신론(萬有神論) 등의 표현도 사용된다.
범신론은 "세계"가 "세계 바깥에 존재하는 신"에 의해 창조되었다고 보는 유신론과 달리, 이러한 대립을 부정하고 모든 것을 창조자의 현현(顯現)으로 보거나 창조자를 내포한 것으로 보는 실체 일원론적 관점이다. "신"만이 실재하며 "세계"는 신의 유출, 표현, 전개에 불과하다고 본다면 이는 무세계론에 가까우며, 반대로 "세계"만이 실재하며 "신"은 세계의 총합에 불과하다고 본다면 이는 무신론이나 유물론과 연결된다.
종교철학에서는 범신론을 비유신론적 일신교의 한 형태로 정의한다. 자연신비주의자들 중 범신론자로 자칭하는 이들은 "자연"이라는 용어를 스피노자 및 다른 범신론자들이 자연법칙 등을 설명할 때 사용한 넓은 의미와는 다른 뜻으로 사용하는데, 이는 일반적인 의미의 범신론과는 차이가 있다. 범신론자들은 예배나 기도와 같은 행위가 자신보다 우월한 인격적 존재를 대상으로 하기 때문에 적절하지 않다고 본다.

## 범신론
모든 것은 신의 발현이며 그 속에 신을 포함한다고 한다.
1. 세계를 신의 변형(變形)으로 본다(스피노자)
2. 신을 형체가 있는 모든 것의 전체로 본다(유물론에 가깝다).

인도의 우파니샤드 사상이나 그리스 사상, 근대의 스피노자 사상 등에서 볼 수 있다.

## 범재신론
범재신론(panentheism)은 세계가 신에게 포함되나, 신이 세계 그 자체는 아닌 것을 말한다.

## 범이신론
판데이즘(Pandeism)은 범신론의 측면과 이신론의 측면을 결합한 신학적 교리입니다. 고전적 이신론은 창조 신이 우주를 창조한 후 더 이상 간섭하지 않는다고 보지만, 판데이즘은 그러한 신적 존재가 완전히 우주가 되었고, 별개의 존재로서의 상태를 끝냈다고 주장합니다. 판데이즘은 신이 왜 우주를 창조한 후 그것을 버린 것처럼 보이는지를 설명함으로써 이신론의 도전을 해소하려 하며, 동시에 우주의 기원과 목적을 설명함으로써 범신론의 도전도 해결하고자 합니다.
기원전 6세기 그리스의 철학자 콜로폰의 크세노파네스는 일부 학자들에 의해 가장 초기의 판데이즘 사상가 중 한 사람으로 평가받습니다. 일부 저자들은 판데이즘이 특히 중국과 인도를 중심으로 한 아시아 문화 속에 존재해 왔다고 지적해 왔습니다.

## 범재이신론
범재이신론(panendeism)은 범이신론과 마찬가지로, 신이 스스로 존재하면서 동시에 세계가 만들어졌으나, 세계가 신 그 자체인 것은 아님을 말한다.
사람이 태어나면서 그 사람의 심장도 함께 태어났으나, 심장이 곧 그 사람인 것은 아닌 것과 비슷하다.

## 유명한 범신론자
- 노자
- 랠프 월도 에머슨
- 로빈슨 제퍼슨
- 마거릿 애트우드
- 바뤼흐 스피노자
- 앤설 애덤스
- 월트 휘트먼
- 요한 볼프강 폰 괴테
- 조르다노 브루노
- 최제우
- 게오르크 빌헬름 프리드리히 헤겔
- 프리드리히 셸링
- 프랭크 로이드 라이트
- 헨리 데이비드 소로

## 같이 보기
- 애니미즘
- 무종교
- 일원론
- 내재신론

## 참고 자료
- 이 문서에는 다음커뮤니케이션(현 카카오)에서 GFDL 또는 CC-SA 라이선스로 배포한 글로벌 세계대백과사전의 내용을 기초로 작성된 글이 포함되어 있습니다.

1. ↑  《The New Oxford Dictionary of English》. Oxford: Clarendon Press. 1998. 1341쪽. ISBN 978-0-19-861263-6."the term 'pantheist' designates one who holds both that everything constitutes a unity and that this unity is divine."
2. ↑  Charles Taliaferro; Paul Draper; Philip L. Quinn (편집.). 《A Companion to Philosophy of Religion》. 340쪽. They deny that God is "totally other" than the world or ontologically distinct from it.
3. ↑  松村 2020b, 「汎神論」쪽.
4. 1 2  平凡社 2020b, 「汎神論」쪽.
5. 1 2  藤澤 2020, 「汎神論」쪽.
6. ↑  ブリタニカ・ジャパン 2020b, 「汎神論」쪽.
7. ↑  平凡社 2020a, 「汎神論」쪽.
8. ↑  Routledge Companion to Philosophy of Religion, edited by Chad Meister, Paul Copan, Routledge; 1st edition (September 1, 2007), ISBN 978-0415380386, p. 275 "Like "atheism" the term "pantheism" was used in the eighteenth century as a term of "theological abuse," and it often still is (Tapper 1987). A.H. Armstrong says the term "pantheistic" is a "large, vague term of theological abuse," (Armstrong 1976: 187). With some exceptions, pantheism is non-theistic, but it is not atheistic. It is a form of non-theistic monotheism, or even non-personal theism. It is the belief in one God, a God identical to the all-inclusive unity, but pantheists (generally) do not believe God is a person or anything like a person. The fact that pantheism clearly is not atheistic, and is an explicit denial of atheism, is disputed by its critics. The primary reason for equating pantheism with atheism is the assumption that belief in any kind of "God" must be belief in a personalistic God, because God must be a person."
9. ↑  The New Oxford Dictionary Of English. Oxford: Clarendon Press. 1998. p. 1341. ISBN 978-0-19-861263-6.
10. ↑  Levine, Michael, Pantheism: A Non-Theistic Concept of Deity, Psychology Press, 1994, ISBN 9780415070645, pgs 44, 274-275.
  - "The idea that Unity that is rooted in nature is what types of nature mysticism (e.g. Wordsworth, Robinson Jeffers, Gary Snyder) have in common with more philosophically robust versions of pantheism. It is why nature mysticism and philosophical pantheism are often conflated and confused for one another."
  - "[Wood's] pantheism is distant from Spinoza's identification of God with nature, and much closer to nature mysticism. In fact it is nature mysticism
  - "Nature mysticism, however, is as compatible with theism as it is with pantheism."
11. ↑  Pantheism: A Non-Theistic Concept of Deity, By Michael P. Levine, Routledge; 1st edition (May 19, 2014), Chapter 5.2 Worship and Prayer, pp. 314-315 "Worship and prayer are not suitable to pantheism. It has often been claimed by theists and atheists that pantheistic worship (e.g. worshipping the Unity) is idolatrous. It is worshipping a false god. Unlike the theist or atheist, however, the pantheist believes a divine Unity exists — a kind of god. So pantheists, if they do worship the Unity, reject the idea that they are worshipping a false god. What is wrong with pantheistic worship is not that it is idolatrous, but something more basic having to do with both the nature of worship and Unity. Even if the Unity exists, worshipping it would not be proper pantheistic practice.... What makes it unsuitable is that worship, and especially prayer, are basically directed at "persons" — or at a being with personal characteristics separate and superior to oneself. Whether one's reasons for worship are petitionary or devotional is irrelevant; and so is one's motivation — whether a Freudian way of coping with guilt, or a rationally-based sense of duty. Objects of worship are not oneself, and perhaps not even ontologically distinct from oneself as theism claims, but they are generally taken to be conscious, personal and superior."